# QWER
QWER (hangeul : 큐더블유이알) est un girl group sud-coréen sous l'égide de 3Y Corporation et Tamago Production. Elles font leurs débuts le 18 octobre 2023 avec l'album Harmony from Discord.

## Nom
Le nom anglais du groupe est dérivé du clavier QWERTY, les touches Q, W, E et R étant les principales touches utilisées dans les jeux en ligne tels que League of Legends,,. Le nom du fandom 바위게 (Scuttle Crab) est également une référence au jeu vidéo multijoueur.

## Carrière

### Formation
Le groupe est formé dans le cadre du « QWER Project », une série YouTube visant à créer un girl group composé de personnalités féminines en ligne. Le projet est lancé par Tamago Production, une société créée par le YouTuber et créateur de contenu en ligne Kim Gye-ran, en collaboration avec 3Y Corporation. « QWER Project » suit l'intégration des quatre membres dans le groupe, leur entraînement et leur vie quotidienne.
Avant leurs débuts, chacune des membres avait déjà une carrière en ligne bien établie. Chodan et Magenta étaient des streameuses actives sur Twitch, Hina était une créatrice de contenu et une cosplayeuse populaire sur TikTok, et Siyeon est une ancienne membre du groupe d'idoles japonais NMB48,,.

### Harmony from Discord,ManitoetAlgorithm's Blossom
QWER fait ses débuts le 18 octobre 2023 avec l'album Harmony from Discord. Les chansons de l'album sont interprétées pour la première fois sur scène lors de leur premier showcase au Musinsa Garage à Séoul. La chanson principale Discord s'est classée 5e dans le « Viral 50 - Japan » de Spotify. Elle débute à la 88e place du classement « Korea Weekly Top Songs » de YouTube Music au moment de sa sortie et reste dans le classement pendant 21 semaines.

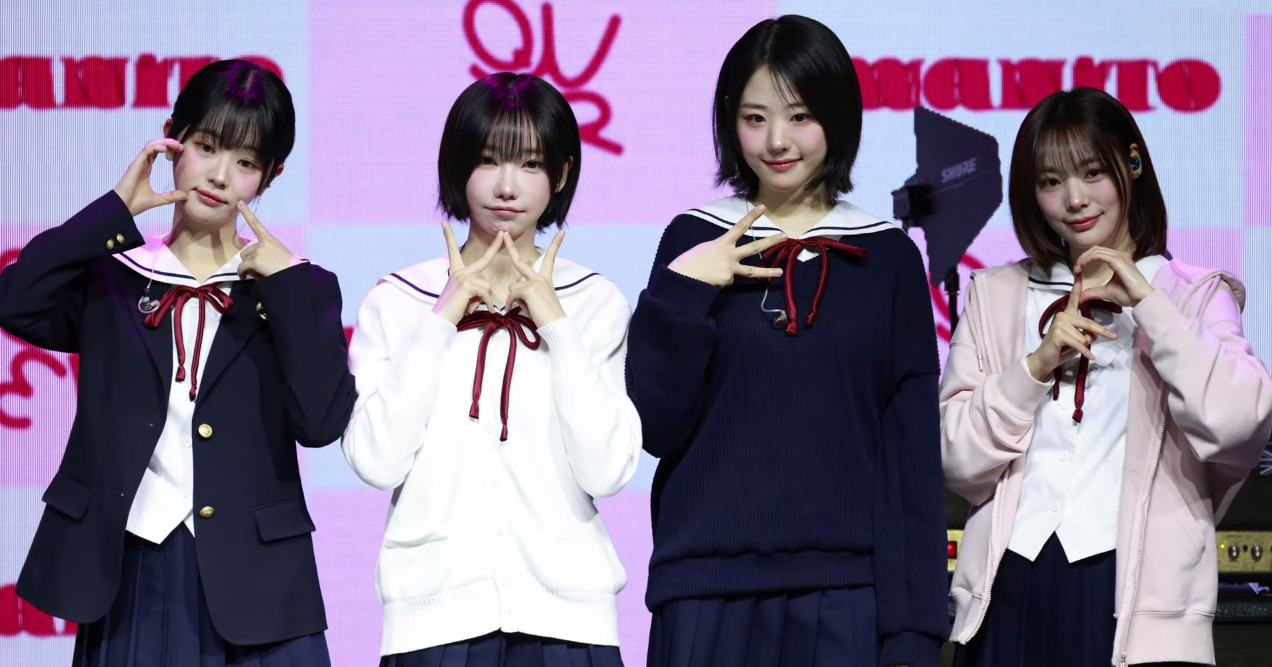
QWER en Avril 2024
(de gauche à droite : Chodan, Magenta, Hina, Siyeon)

Le 18 mars 2024, le groupe annonce son retour. Le jour de l'annonce, QWER visite une base militaire et interprète le single inédit T.B.H (고민중독) de leur prochain EP. Leur premier EP Manito est sorti le 1er avril. Les morceaux de l'EP sont interprétés pour la première fois lors d'un showcase organisé au Yes24 Live Hall à Séoul le jour de sa sortie.
Le 28 août 2024, le groupe annonce la sortie du single Fake Idol le 2 septembre. Leur deuxième EP Algorithm's Blossom est sorti le 23 septembre. Le groupe remporte sa première victoire dans une émission musicale avec le single principal du deuxième EP My Name Is Malguem le 9 octobre dans l'émission Show Champion.

## Membres
- Chodan (쵸단) - batterie, chant
- Magenta (마젠타) - basse
- Hina (히나) - guitare, clavier
- Siyeon (시연) - guitare, chant[2]

## Filmographie

### Web séries
| Année | Titre                        | Commentaires                                   | Ref.   |
| ----- | ---------------------------- | ---------------------------------------------- | ------ |
| 2023  | QWER Project (최애의 아이들) | Série YouTube introduisant les membres de QWER | [ 13 ] |

## Prix et nominations
| Cérémonie                     | Année     | Catégorie                     | Nomination/œuvre | Résultat   | Ref.   |
| ----------------------------- | --------- | ----------------------------- | ---------------- | ---------- | ------ |
| Asia Artist Awards            | 2024 (en) | Rookie of the Year – Music    | QWER             | Lauréat    | [ 14 ] |
| K-World Dream Awards (en)     | 2024 (en) | K-World Dream Best Band Award | QWER             | Lauréat    | ,      |
| K-World Dream Awards (en)     | 2024 (en) | K-World Dream Bonsang         | QWER             | Lauréat    | ,      |
| Korea Grand Music Awards (en) | 2024 (en) | Best Band                     | QWER             | Lauréat    | [ 17 ] |
| MAMA Awards                   | 2024 (en) | Best Band Performance (en)    | "T.B.H"          | Lauréat    | [ 18 ] |
| MAMA Awards                   | 2024 (en) | Artist of the Year (en)       | QWER             | Nomination | [ 18 ] |
| MAMA Awards                   | 2024 (en) | Best New Female Artist (en)   | QWER             | Nomination | [ 18 ] |
| MAMA Awards                   | 2024 (en) | Fans' Choice Female Top 10    | QWER             | Nomination | [ 18 ] |
| MAMA Awards                   | 2024 (en) | Song of the Year (en)         | "T.B.H"          | Nomination | [ 18 ] |
| Melon Music Awards            | 2024 (en) | Hot Trend Award               | QWER             | Lauréat    | [ 19 ] |
| Melon Music Awards            | 2024 (en) | Top 10 Artist                 | QWER             | Nomination | [ 20 ] |